# Antoine Janssen
Antoine Janssen (1967) is een voormalig Nederlands politicus namens de PVV. 

## Carrière
Hij was lid van de Gedeputeerde Staten en plaatsvervangend commissaris van de koningin van de provincie Limburg en was bestuurslid van de provincie Limburg. Hiervoor was Janssen zes jaar raadslid en fractievoorzitter namens de lokale partij Lijst Borger in Brunssum en werkte hij als politieagent en relatiemanager bij een wooncorporatie (beide in Brunssum) en recentelijk/hedendaags als zzp'er (projectmanager). 
Hij hield zich onder andere bezig met volkshuisvesting, herstructurering, leefbaarheid, (hoofd)(rail)infrastructuur (waaronder ondertunneling A2 Maastricht en Buitenring Parkstad Limburg), openbaar vervoer, handhaving en (verkeers)veiligheid.
Janssen kwam in opspraak nadat duidelijk werd dat hij ruim 750 duizend euro aan adviesklussen had aangenomen bij de provincie Limburg.

## Privéleven
In september 2017 deed Janssen met een aantal andere ex-PVV'ers in het nieuws zijn verhaal, over consequenties die zijn partijkeuze met zich meebracht voor zijn privéleven en carrière.